# Tipula (Vestiplex) tchukchi
Tipula (Vestiplex) tchukchi is een tweevleugelige uit de familie langpootmuggen (Tipulidae). De soort komt voor in het Palearctisch gebied.